# Saygrace
Grace Sewell (* 8. April 1997 in Brisbane) ist eine australische Sängerin, die 2015 durch ihren Hit You Don’t Own Me internationale Bekanntheit erlangte. 2019 gab sie sich den Künstlernamen Saygrace (auch SayGrace oder SAYGRACE geschrieben).

## Biografie
Grace Sewell wurde in Brisbane geboren und wuchs in einer musikalischen Familie auf. Zu ihren Einflüssen zählen unter anderem Smokey Robinson, Aretha Franklin und Dionne Warwick.
2015 wurde Sewell bei RCA Records unter Vertrag genommen und im März erschien unter dem Künstlernamen Grace ihre Single You Don’t Own Me, welche zusammen mit dem US-amerikanischen Rapper G-Eazy aufgenommen wurde. Es handelt sich um eine Coverversion des gleichnamigen Songs der Sängerin Lesley Gore, die etwa einen Monat vor der Veröffentlichung verstorben war. Der Song entwickelte sich ab Mai 2015 zu einem internationalen Hit und stieg in Australien bis auf Platz 1 der Singlecharts sowie bis in die Top 5 der neuseeländischen Musikcharts. Zudem erreichte er auch mehrere Platzierungen in europäischen Ländern, darunter war er besonders im Vereinigten Königreich erfolgreich und erreichte dort Platz 4 der Charts. Sewell erhielt für den Song eine Nominierung für den ARIA Music Award.
Am 26. Mai wurde ihre Debüt-EP Memo veröffentlicht, welche in die Billboard 200 einstieg. Im Juli 2016 folgte mit FMA das erste Album der Künstlerin, dieses erreichte ebenfalls einige internationale Chartplatzierungen. An den Erfolg von You Don’t Own Me konnte die Sängerin allerdings nicht anschließen. 
2019 veröffentlichte sie zwei weitere Singles unter dem Künstlernamen Saygrace.
Ihr Bruder Conrad Sewell ist ebenfalls als Musiker erfolgreich.

## Diskografie

### Alben
| Jahr | Titel | Höchstplatzierung, Gesamtwochen, AuszeichnungChartplatzierungen (Jahr, Titel, Platzierungen, Wochen, Auszeichnungen, Anmerkungen) | Höchstplatzierung, Gesamtwochen, AuszeichnungChartplatzierungen (Jahr, Titel, Platzierungen, Wochen, Auszeichnungen, Anmerkungen) | Höchstplatzierung, Gesamtwochen, AuszeichnungChartplatzierungen (Jahr, Titel, Platzierungen, Wochen, Auszeichnungen, Anmerkungen) | Anmerkungen                        |
| Jahr | Titel | UK | US | AU | Anmerkungen                        |
| ---- | ----- | --- | --- | --- | ---------------------------------- |
| 2016 | FMA   | UK42 (1 Wo.)UK | US34 (6 Wo.)US | AU32 (1 Wo.)AU | Erstveröffentlichung: 1. Juli 2016 |

### EPs
| Jahr | Titel | Höchstplatzierung, Gesamtwochen, AuszeichnungChartsChartplatzierungen (Jahr, Titel, Platzierungen, Wochen, Auszeichnungen, Anmerkungen) | Anmerkungen                        |
| Jahr | Titel | US | Anmerkungen                        |
| ---- | ----- | --- | ---------------------------------- |
| 2015 | Memo  | US149 (8 Wo.)US | Erstveröffentlichung: 26. Mai 2015 |

### Singles
| Jahr | Titel Album        | Höchstplatzierung, Gesamtwochen, AuszeichnungChartplatzierungen (Jahr, Titel, Album, Platzierungen, Wochen, Auszeichnungen, Anmerkungen) | Höchstplatzierung, Gesamtwochen, AuszeichnungChartplatzierungen (Jahr, Titel, Album, Platzierungen, Wochen, Auszeichnungen, Anmerkungen) | Höchstplatzierung, Gesamtwochen, AuszeichnungChartplatzierungen (Jahr, Titel, Album, Platzierungen, Wochen, Auszeichnungen, Anmerkungen) | Höchstplatzierung, Gesamtwochen, AuszeichnungChartplatzierungen (Jahr, Titel, Album, Platzierungen, Wochen, Auszeichnungen, Anmerkungen) | Höchstplatzierung, Gesamtwochen, AuszeichnungChartplatzierungen (Jahr, Titel, Album, Platzierungen, Wochen, Auszeichnungen, Anmerkungen) | Anmerkungen                                                             |
| Jahr | Titel Album        | AT | CH | UK | US | AU | Anmerkungen                                                             |
| ---- | ------------------ | --- | --- | --- | --- | --- | ----------------------------------------------------------------------- |
| 2015 | You Don’t Own Me – | AT55 (2 Wo.)AT | CH60 Gold · (5 Wo.)CH | UK4 Platin · (21 Wo.)UK | US57 Platin · (20 Wo.)US | AU1 ×4Vierfachplatin · (16 Wo.)AU | Erstveröffentlichung: 17. März 2015 Verkäufe: + 2.205.000; feat. G-Eazy |

Weitere Singles
- 2015: Dirty Harry
- 2015: The Honey
- 2015: Boyfriend Jeans
- 2016: Bang Bang (My Titan shot him down)
- 2016: Hell of a Girl
- 2017: Honor (DJ Cassidy feat. Grace & Lil Yachty)
- 2019: Boys Ain’t Shit
- 2019: Doin’ Too Much

### Gastbeiträge
- 2021: Feel Something (Robin Schulz feat. Saygrace; Album: IIII)

## Auszeichnungen für Musikverkäufe
| Goldene Schallplatte - Dänemark - 2020: für die Single You Don’t Own Me - Italien - 2016: für die Single You Don’t Own Me - Mexiko - 2019: für die Single You Don’t Own Me | 2× Platin-Schallplatte - Kanada - 2019: für die Single You Don’t Own Me - Neuseeland - 2020: für die Single You Don’t Own Me - Polen - 2017: für die Single You Don’t Own Me |

Anmerkung: Auszeichnungen in Ländern aus den Charttabellen bzw. Chartboxen sind in ebendiesen zu finden.
| Land/RegionAuszeichnungen für Musikverkäufe (Land/Region, Auszeichnungen, Verkäufe, Quellen) | Gold     | Platin       | Verkäufe  | Quellen          |
| -------------------------------------------------------------------------------------------- | -------- | ------------ | --------- | ---------------- |
| Australien (ARIA)                                                                            | —        | 4× Platin4   | 280.000   | aria.com.au      |
| Dänemark (IFPI)                                                                              | Gold1    | —            | 45.000    | ifpi.dk          |
| Italien (FIMI)                                                                               | Gold1    | —            | 25.000    | fimi.it          |
| Kanada (MC)                                                                                  | —        | 2× Platin2   | 160.000   | musiccanada.com  |
| Mexiko (AMPROFON)                                                                            | Gold1    | —            | 30.000    | amprofon.com.mx  |
| Neuseeland (RMNZ)                                                                            | —        | 2× Platin2   | 60.000    | radioscope.co.nz |
| Polen (ZPAV)                                                                                 | —        | 2× Platin2   | 40.000    | olis.pl          |
| Schweiz (IFPI)                                                                               | Gold1    | —            | 15.000    | hitparade.ch     |
| Vereinigte Staaten (RIAA)                                                                    | —        | Platin1      | 1.000.000 | riaa.com         |
| Vereinigtes Königreich (BPI)                                                                 | —        | Platin1      | 600.000   | bpi.co.uk        |
| Insgesamt                                                                                    | 4× Gold4 | 12× Platin12 |           |                  |